# Château de Beauvoir (Beauvoir-en-Royans)
Couvent des Carmes de Beauvoir
Pour les articles homonymes, voir Château de Beauvoir.
Le château de Beauvoir est un ancien château fort du XIIIe siècle dont les vestiges se dressent à Beauvoir-en-Royans, en France.
Les ruines du château, situés dans l'ancien couvent des Carmes de Beauvoir, font l'objet d'un classement au titre des monuments historiques par arrêté du 1er septembre 1922.

## Situation et accès
Les ruines et l'ancien couvent sont situés dans la partie occidentale du département de l'Isère  en région Auvergne-Rhône-Alpes et plus précisément situé à proximité des rives de l'Isère dans la région naturelle du Royans, à quelques kilomètres des limites du département de la Drôme. 
Les ruines du château delphinal se positionne sur le territoire de la commune de Beauvoir-en-Royans, lequel domine l'ancienne route nationale 532 qui relie Grenoble à Valence. L'autoroute la plus proche est l'A49. Cette voie permet un accès rapide au site depuis Grenoble, Valence et Lyon, grâce à la présence d'une bretelles située à 5 km au nord-ouest de la commune.
La gare ferroviaire la plus proche est la gare de Saint-Marcellin, laquelle est desservie par les trains TER Auvergne-Rhône-Alpes.

## Histoire
Pour un article plus général, voir Histoire de l'Isère.

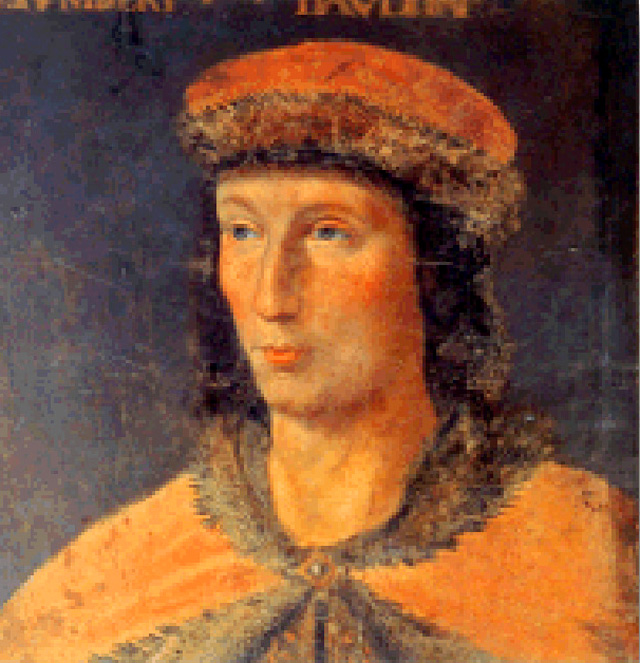
Humbert II de Viennois

Ce château fut la résidence principale des Dauphins du Viennois de 1258 à 1350.
Il fut construit par Humbert II, dernier Dauphin en titre, rêvant à la cour de Naples où régnait avec éclat son oncle Robert de Sicile, se fait construire un château à la mesure des Dauphins.  Il choisit une des plus belles vues sur la vallée de l'Isère d'où le nom de « Beauvoir », situé au pied des falaises calcaires du massif du Vercors, entre Grenoble et Valence. Un château composé de 1 000 fenêtres où vivaient tumultueusement plus de 2 000 personnes.
Lors de la signature 30 mars 1349 le traité de Romans, Humbert cède le Dauphiné et l'ensemble de ses domaines (dont le château de Beauvoir) contre 200 000 florins et une rente annuelle de 24 000 livres. La cérémonie du « transport » (qui est le nom donné à la cession pour sauver les apparences) se déroule à Lyon, au couvent des dominicains. Au cours de celle-ci, Humbert « se dévêt » de sa suzeraineté pour en « saisir et investir » Charles, fils de Jean de Normandie et aîné des petits-fils de Philippe VI et qui devient dès lors le premier à porter le titre de dauphin de France. Il lui remet l’épée du dauphin au manche incrusté du bois de la Vraie Croix, la bannière de saint Georges éclaboussée du sang du dragon, le sceptre et l’anneau delphinaux. Le nouveau dauphin jure, entre les mains de Jean de Chissé, évêque de Grenoble, de respecter les franchises du Dauphiné, en particulier les statuts solennels promulgués par Humbert II.
Les éléments architecturaux conservés et visible dans un grand parc situé près du village témoignent de la grandeur des lieux lors des nombreux séjours des Dauphins lors de la première moitié du XIVe siècle. Le château fut ensuite laissé à l'abandon après la cession du Dauphiné à la France, en 1349[réf. souhaitée].

## Ancien couvent des Carmes (Musée des Dauphins)
Situé dans le couvent des Carmes, voisin des ruines, le musée delphinal a été créé par César Filhol, possesseur de nombreux objets historiques dans les années 1920. Il permet de retracer l'histoire des Dauphins et de la constitution de la principauté du Dauphiné.
Quelques objets médiévaux témoignent que Beauvoir fut, du temps des Dauphins de Viennois un véritable palais et l’une des résidences favorites des princes du Dauphiné.

## Jardin
Crée en 2009, le jardin conservatoire, inspiré des jardins médiévaux, a pour vocation la conservation de variétés anciennes et locales et se divise en trois espaces :
1. Le jardin des simples (herbularius), construit en damier, abrite des plantes condimentaires aromatiques et médicinales ;
2. Le jardin potager (horus) abrite des légumes anciens et de nombreux condiments ;
3. Le verger (viridarium) abrite des plantations de plus de deux cents arbres fruitiers

## Description
Il s'agit d'un ensemble de bâtiments ruinés dont une partie du mur d'enceinte, la grande chapelle delphinale, le donjon et quelques éléments du logis.

Quelques photos des ruines du château de Beauvoir
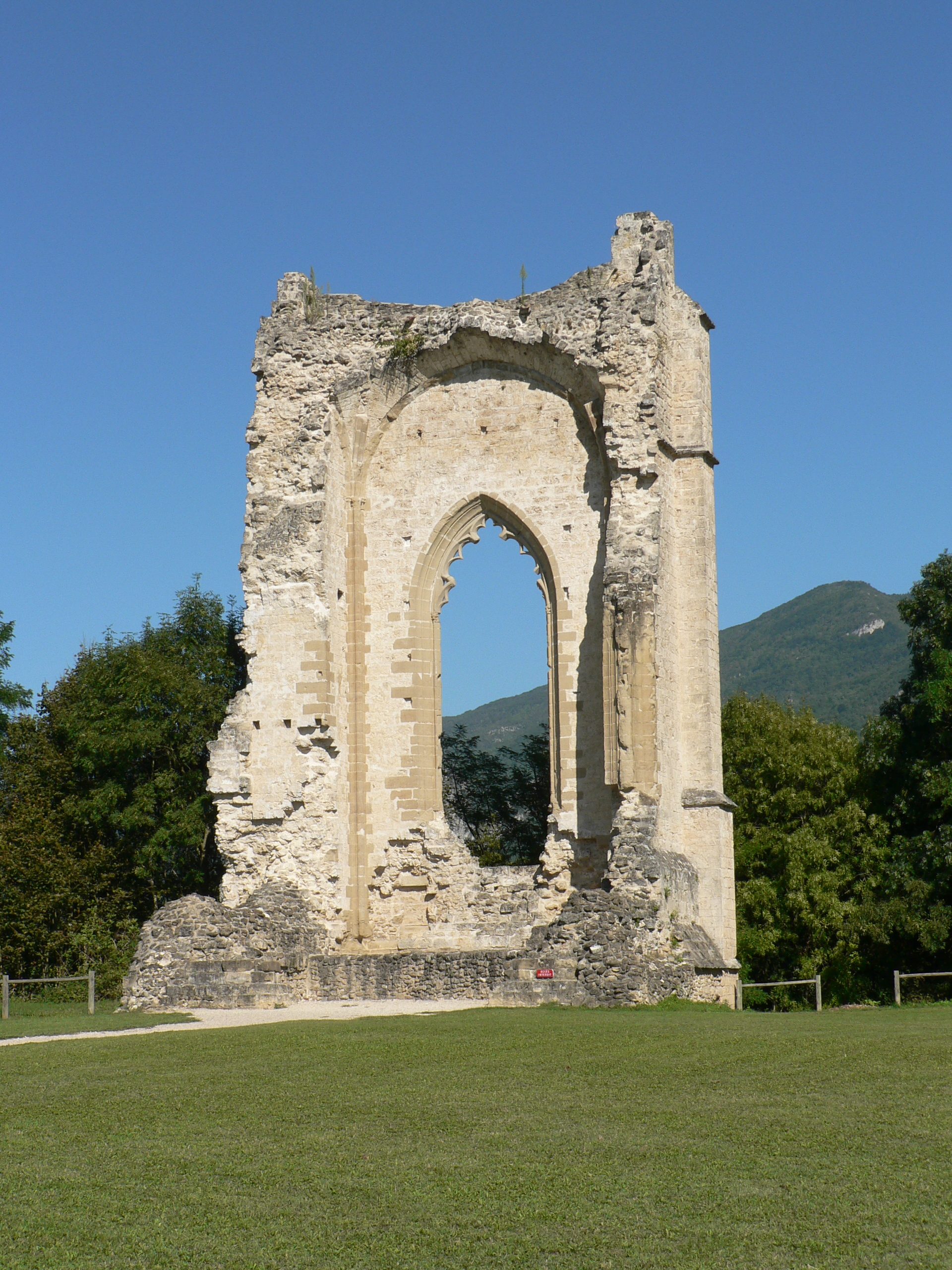
La grande chapelle.
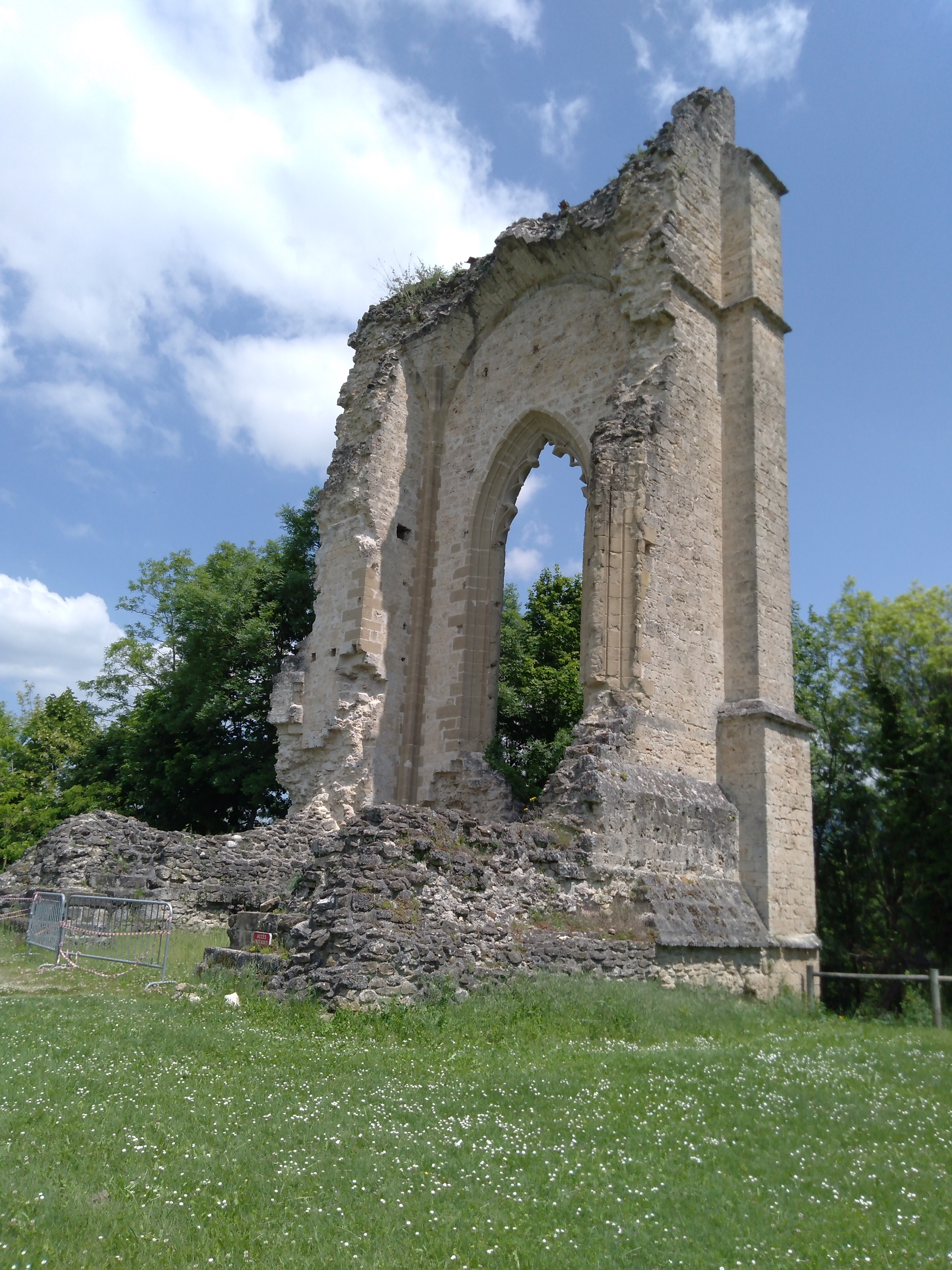
La grande chapelle.
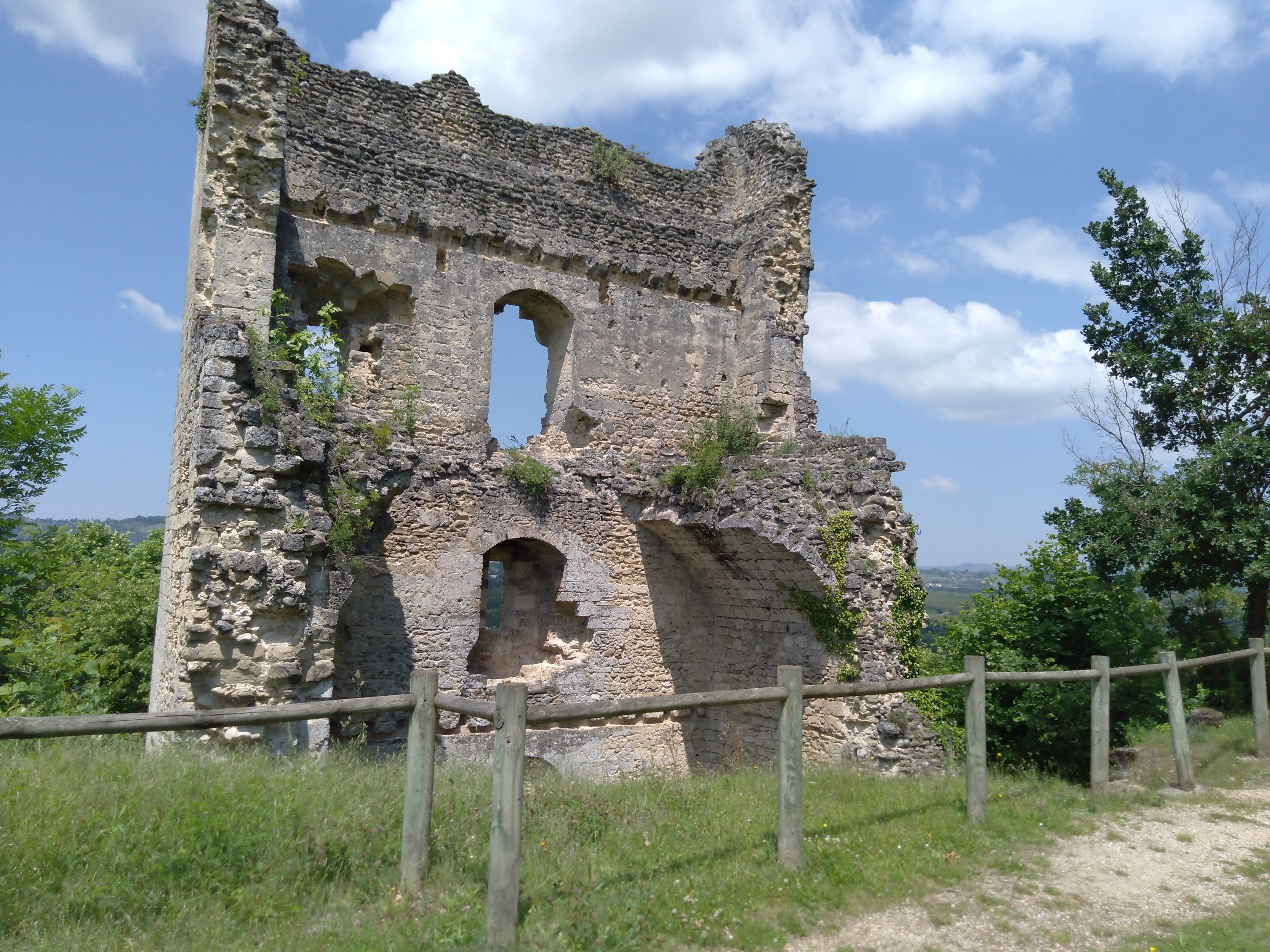
La grande chapelle.
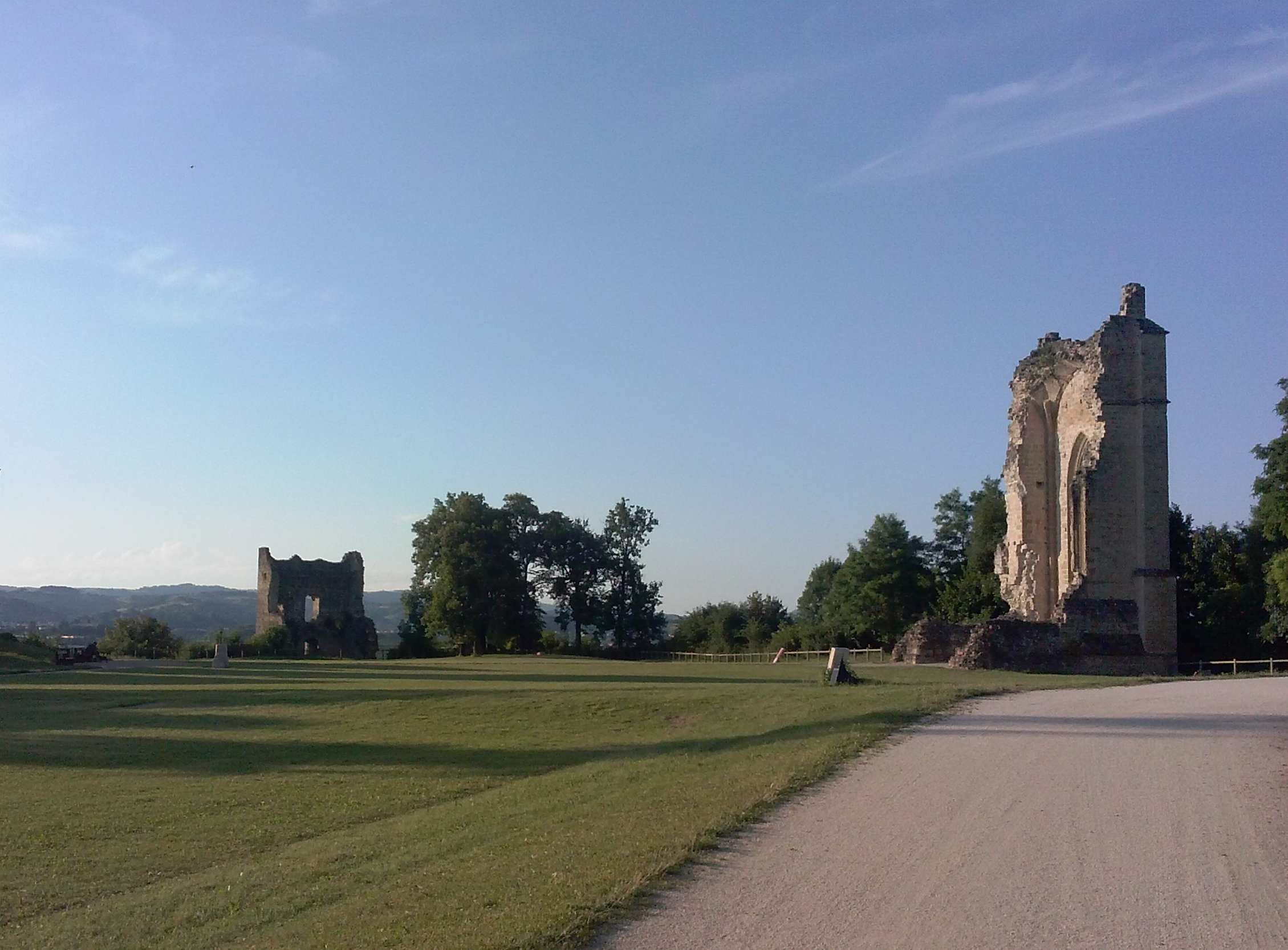
La grande chapelle.
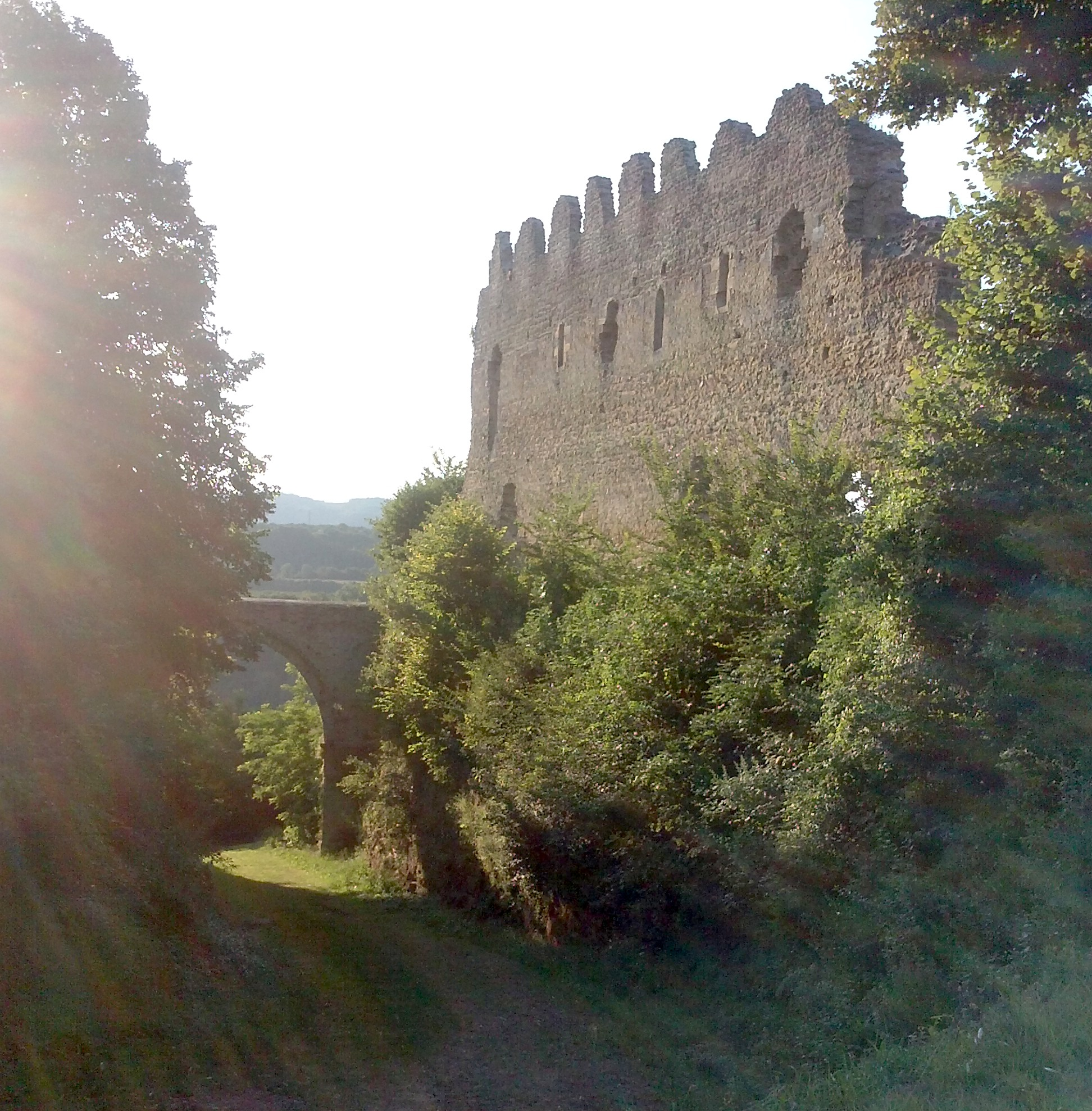
Enceintes.
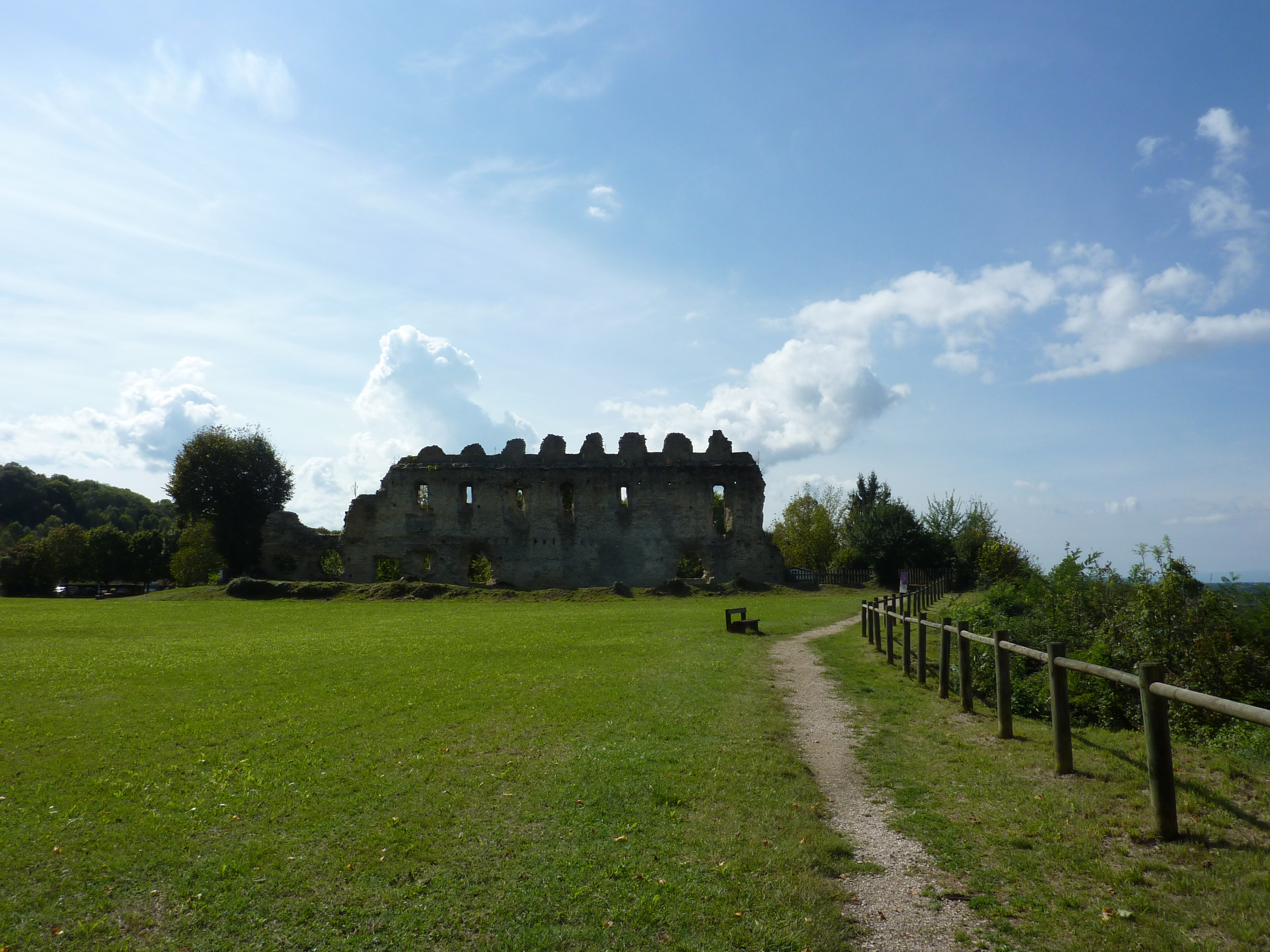
Parc et enceintes.